# Seneca (Missouri)
Seneca – miasto w Stanach Zjednoczonych, w stanie Missouri, w hrabstwie Newton.